# Pranhita
La Pranhita est une rivière indienne d'une longueur de 113 km qui coule dans les États de Maharastra et de Telangana. Elle est un affluent de la Godavari.

## Source de la traduction
- (en) Cet article est partiellement ou en totalité issu de l’article de Wikipédia en anglais intitulé « Pranhita River » (voir la liste des auteurs).